# Damson Park
Damson Park, om sponsorredenen tevens bekend onder de naam SportNation.bet Stadium, is een voetbalstadion in de Engelse stad Solihull, in de West Midlands. Het stadion is in eerste instantie gebouwd als thuisbasis voor Solihull Borough. Nadat deze club in 2007 fuseerde met Moor Green tot Solihull Moors, werd Damson Park de thuisbasis van deze nieuwe fusieclub. Solihull Moors komt in het seizoen 2015-16 uit in de Conference National. Het stadion biedt plaats aan 3.050 toeschouwers, waarvan er 280 beschikbaar zijn als zitplaatsen.
Sinds 2014 maakt ook Birmingham City LFC gebruik van het stadion voor de thuismatchen in het kader van de hoogste Engelse divisie in het vrouwenvoetbal, de FA Women's Super League Daarnaast maakt ook de plaatselijke rugbyclub Birmingham & Solihull R.F.C. gebruik van Damson Park. Datzelfde geldt voor het tweede elftal van de mannentak van Birmingham City, dat het stadion als reserve-stadion aanhoudt.